# 豐清水信號場
豐清水信號場（日语：／ Toyoshimizu eki */?）屬於是北海道旅客鐵道（JR北海道）宗谷本線的信號場，位於日本北海道中川郡美深町。電報略號為トス。
本站在2021年宗谷本線被廢的12個車站中是唯一設有交換設施的車站。而本站在廢站後，由於每天仍有兩次列車交換的需要，因此被降格為信號場。

## 車站構造
本站在廢站前為島式月台一面兩線的無人站，也是美深站至音威子府站之間唯一擁有雙線的車站。車站西面坐落著一間木屋式車站大廳。本站過去為特急列車的交會車站。在冬天時會配置職員並設置1個檢票口。

## 車站周邊
位於高台上的車站，能夠觀賞周圍的風景。周圍主要是草地而人跡罕至。以前在此地十分繁盛的乳業也因為近年經營困難而出現很多荒廢的房屋，因此在車站前有牛隻在歡迎乘客也不再復見。現時已成為秘境車站。
- 天鹽川
- 國道40號

## 歷史
- 1946年10月10日：日本國有鐵道之豐清水臨時停靠站啟用。
- 1950年1月15日：車站升級為豐清水站，開始貨物裝卸及行李處理。
- 1974年10月1日：廢止貨物裝卸。
- 1984年2月1日：取消行李處理。
- 1986年11月1日：成為無人站。
- 1987年4月1日：正式民營化並進行分割，車站劃歸由JR北海道繼承。
- 2021年3月13日：隨時間表改正，車站被廢除[1][2]。

## 相鄰車站
北海道旅客鐵道（JR北海道）
■宗谷本線
恩根內（W57）－（豐清水信號場）－（※）天鹽川溫泉（W59）
（※）一部分列車通過天鹽川溫泉站。

## 外部連結
- （日語）JR北海道 – 豐清水站（页面存档备份，存于）
- （日語）全驛參觀之旅（页面存档备份，存于）